# Kanton Capobianco
Kanton Capobianco (francouzsky Canton de Capobianco) je francouzský kanton v departementu Haute-Corse v regionu Korsika. Tvoří ho 10 obcí.

## Obce kantonu
- Barrettali
- Cagnano
- Centuri
- Ersa
- Luri
- Meria
- Morsiglia
- Pino
- Rogliano
- Tomino